# Flavobacterium branchiophilum
Flavobacterium branchiophilum ist eine Art von Bakterien. Sie ist ein Krankheitserreger bei Forellen.

## Merkmale

### Erscheinungsbild
Die Kolonien in einen Anacker-Ordal Agar sind gelb gefärbt und rund, konvex mit einem klar definierten Rand. Die Produktion von gelben Pigmenten ist für die Gattung typisch. Die Zellen sind stäbchenförmig mit abgerundeten Enden, die Länge liegt zwischen 5 und 8 µm und die Breite bei 0,5 µm. Auch filamentöse Formen treten auf, die Länge liegt hier zwischen 15 und 40 µm. In älteren Kulturen treten Sphäroplasten auf, was für viele Arten der Gattung Flavobacterium typisch ist. Das Bakterium ist unbeweglich, es besitzt keine Flagellen und es findet auch keine gleitende Bewegung statt (gliding motility). Die gleitende Bewegung kann man bei vielen anderen Arten der Gattung beobachten. In den ersten Beschreibungen der Gattung wurde Flavobacterium branchiophilum noch als einziges Bakterium der Gattung beschrieben, welches sich nicht gleitend fortbewegt. Im Laufe der Zeit wurden allerdings noch viele weitere Arten beschrieben, die ebenfalls nicht in der Lage sind, sich mit Hilfe einer gleitenden Bewegung zu bewegen, wie z. B. F. antarcticum, F. degerlachei und F. frigidarium.

### Wachstum und Stoffwechsel
Eine Reduktion von Nitrat zu Nitrit findet nicht statt. Wachstum findet bei Temperaturen zwischen 5 und 30 °C statt, bestes Wachstum erfolgt bei 18 bis 25 °C. Es wird ein Natriumchlorid-Gehalt von 0 bis 0,2 % toleriert. Wie für die Gattung typisch fällt der Indol-Test negativ aus und der Katalase-Test verläuft positiv.
Casein, Gelatine und Stärke werden durch Hydrolyse abgebaut, eine Äskulinspaltung wird hingegen nicht ausgeführt. Auch Tests auf den Abbau von Chitin und der Urease-Test fallen negativ aus. Polysorbate und Tyrosin werden hingegen genutzt. Granula aus Poly-β-Hydroxybuttersäure werden nicht gebildet.

### Chemotaxonomische Merkmale
Die Art Flavobacterium branchiophilum ist Gram-negativ. Der GC-Gehalt in der DNA liegt bei 29 bis 31 %, nach anderen Untersuchungen bei 33 – 34 %.

## Systematik
Flavobacterium branchiophilum zählt zu der Familie der Flavobacteriaceae, welche wiederum zu der Klasse Bacteroidetes gestellt wird.
Erstbeschrieben wurde die Art im Jahr 1989 von H. Wakabayashi und zuerst noch als Flavobacterium branchiophila benannt, die Art wurde im folgenden Jahr 1990 aufgrund der Regeln der Nomenklatur von Bakterien, der International Code of Nomenclature of Bacteria, in Flavobacterium branchiophilum umbenannt.

## Etymologie
Der Gattungsname Flavobacterium beruht auf dem lateinischen Wort „Bacterium“ (Bakterie) und auf dem ebenfalls lateinischen Wort „flavus“, welches Gelb bedeutet. Letzteres bezieht sich auf die Farben der Kolonien, welche bei vielen Arten von Hellgelb bis zu stark ausgeprägten Gelb reichen. Der Artname F. branchiophylum ist zusammengesetzt aus dem griechischen Wort „branchion“ (Kieme) und dem lateinischen Wort „philum“ (Liebe, Freund) und bezieht sich auf die krankheitserregende Eigenschaft dieser Art, sie befällt Kiemen von verschiedenen Fischarten.

## Veterinärmedizin
Flavobacterium branchiophilum ist pathogen für Forellen, sie ist der Verursacher der Bakteriellen Kiemenkrankheit. Diese Krankheit tritt in kommerziellen Fischzuchten auf und kann dort gefährlich werden, in natürlichen, wilden Fischpopulationen ist sie nicht als problematisch bekannt.
In der Gattung Flavobacterium sind mehrere Bakterien pathogen für Fische, Beispiele sind F. columnare, F.  hydatis, F. johnsoniae und F. psychrophilum.